# Emberiza poliopleura
Emberiza poliopleura là một loài chim trong họ Emberizidae.